# Alchemilla saliceti
Alchemilla saliceti é uma espécie de rosácea do gênero Alchemilla, pertencente à família Rosaceae.